# 7 Batalion Łączności
Batalion Łączności 2 Korpusu Strzelców – oddział łączności Wojska Polskiego na Środkowym Wschodzie.

## Formowanie i zmiany organizacyjne
We wrześniu 1941 w Ośrodku Zapasowym Armii w Tockoje został sformowany pluton łączności kompanii technicznej. 2 października pluton został przemianowany na 7 Batalion Łączności należący do 7 Dywizji Piechoty. 12 grudnia 1941 roku żołnierze batalionu defilowali przed gen. Sikorskim podczas jego wizyty w ZSRR. Z uwagi na zrezygnowanie z formowania 7 Dywizji Piechoty, na tym etapie tworzenia Polskich Sił Zbrojnych w ZSRR, istniejący batalion pozostał w składzie Ośrodka Organizacyjnego Armii i od dnia 5 stycznia 1942 r. funkcjonował jako zapasowy batalion łączności. Wraz z nim 18-19 stycznia 1942 zmienił miejsce stacjonowania na Gʻuzor, gdzie dotarł 25 stycznia. 28 marca w ramach pierwszej ewakuacji część batalionu w liczbie: 12 oficerów, 30 podoficerów i 111 szeregowych z Krasnowodzka dopłynęła do portu Pahlewi w Iranie. Przez następny miesiąc stacjonował w Teheranie doprowadzając do bazy ewakuacyjnej prąd elektryczny i budując w niej nagłośnienie radiowe. Uzupełnił swój stan osobowy o dalszych ochotników wywodzących się z łącznościowców.
Na początku maja batalion wykonał marsz do Palestyny do miejscowości Gedera. Na miejscu Ośrodek Organizacyjny Armii został przemianowany na 11 Dywizję Piechoty, a zapasowy batalion stał się 11 batalionem łączności. Tu poddany został reorganizacji i zmieniono jego nazwę. 8 sierpnia 1942 r. przyjął nazwę Batalionu Łączności 2 Korpusu Strzelców o stanie 25 oficerów i 300 szeregowych. 30 sierpnia część pododdziałów przetransportowano do Quizil Ribat drogą kołową, a część na pokładzie statku „Benfora” poprzez Morze Arabskie udała się do Basry. W Basrze żołnierze przeszli kwarantannę, a 27 września przegrupowali się do Quizil Ribat.
Braki etatowe wymuszały jednak reorganizację jednostek łączności. 26 października 1942 rozkazem L.dz. 544/I/Tj dowódcy Armii Polskiej na Wschodzie został sformowany Batalion Łączności Armii. W jego skład weszli żołnierze z rozformowywanego batalionu łączności 2 Korpusu Strzelców.

## Dowódcy
Dowódcy plutonu kompanii technicznej
- st. sierż. Jan Świekatowski
- ppor. Czesław Grabowski

Dowódcy batalionu
- kpt. Julian Cichocki (15 – 30 X 1941[3])
- p.o. por. Bogumił Heinrich[1]
- mjr Roman Banaszak[1](19 XII 1941 - 24 III 1942<[4])
- kpt. Jan Bułyha (24 III - 30 IV 1942[2])
- p.o. ppor. Mieczysław Kwiatkowski (30 IV - 15 VIII 1942[5])
- mjr Wacław Walknowski (15 VIII - 26 X 1942[5])